# Valdemar Knutsen
Valdemar Knutsen (ou Waldemar, né en 1158; mort le 18 juillet 1236 à Cîteaux) est un prince danois et un ecclésiastique. Valdemar est évêque de Schleswig (de) de 1188 à 1208, il officie comme sénéchal du duché de Schleswig entre 1184 et 1187, et prince-archevêque de Brême de 1192 à 1194 puis de nouveau entre 1206 et 1217. Il exerce cette charge comme élu du chapitre de chanoines de l'archidiocèse, avec l'investiture royale, mais sans avoir obtenu la confirmation pontificale.

## Origine
Sa mère une femme déjà mariée, lui donne naissance comme fils illégitime et posthume du roi Knut V de Danemark au début de 1158. Son père Knut V
a été tué le 9 août 1157 par son corégent le roi Sven III. De ce fait Valdemar, comme son frère Niels d'Aarhus, sont des prétendants potentiels au trône.
Valdemar grandit à la cour de son cousin Valdemar Ier de Danemark, le Grand. Dès sa jeunesse ses grandes ambitions et son habileté le déterminent à s'orienter vers une carrière ecclésiastique. Valdemar fait ses études à Paris et Étienne de Tournai de l'abbaye Sainte-Geneviève de Paris relève que le prince danois par sa maturité est digne de devenir évêque, qu'il est humble malgré ses origines et s'exprime parfaitement en français bien que de langue maternelle danoise. Après ses études son cousin le nomme au siège épiscopal de Sleswick (danois : Slesvig, allemand : Schleswig) en 1179, bien qu'il n'ait pas l'âge canonique pour recevoir la consécration épiscopale comme successeur de l'évêque Frédéric Ier de Schleswig.

## Évêque de Schleswig et sénéchal du duché de Schleswig
En mémoire de son frère Niels mort en odeur de sainteté il fonde l'abbaye d'Ås (en 1192) et celle de Vä (1182). À partir de 1184 Valdemar remplit l'office de Sénéchal du Duché de Schleswig pour le compte du fils mineur et homonyme de Valdemar le Grand le duc Valdemar (futur roi Valdemar II de Danemark). En 1187 le roi Knut VI Valdemarsen attribue au diocèse de Schleswig (de) des privilèges importants. À la Noël de 1187 le duc
Valdemar prend le contrôle de son duché de Schleswig et peu après Valdemar Knutsen est consacré évêque sans doute dans la cathédrale Saint-Pierre de Brême. Après sa consécration en 1188 l'évêque Valdemar lève la dîme, soutenu par son métropolitain Absalon, bien que jusqu'alors la dîme ait été très difficile à percevoir dans les diocèses danois.
En 1187-1188 Hartwig II d'Utlede, prince-archevêque de Brême, et ses troupes envahissent la république de paysans libres de Dithmarse, située au-delà de l'Elbe qui dépendait ecclésiastiquement de l'archidiocèse de Brême, afin d'assujettir le Dithmarse à la suzeraineté de la principauté archiépiscopale. Les paysans libres promettent de lui payer des redevances, seulement pour tergiverser, jusqu'à ce qu'il reparte avec ses soldats.
Les habitants du Dithmarse obtiennent ensuite le soutien du sénéchal Valdemar, de ce fait Hartwig renonce à effectuer une autre couteuse invasion. L'évêque Valdemar et le Duc Valdemar entre en conflit l'un et l'autre avec le Ditmarse. le duc Valdemar décide de réduire le domaine épiscopal de Schleswig et les possessions personnelles de l'évêque Valdemar. Le légat pontifical cardinal Cinthius de San Lorenzo in Luscina échoue lors de sa médiation dans ce conflit.
En 1190 Henri VI du Saint-Empire révoque les pouvoirs régaliens de Hartwig sur la Principauté archiépiscopale de Brême du fait de son adhésion au parti des Guelfes. Le Pape, cependant ne dépose pas Hartwig comme archevêque, ce dernier se réfugie d'abord avec les princes guelfes en Angleterre puis à Lunebourg. En 1192 le duc Valdemar, désormais âgé de 22 ans, s'oppose sérieusement à la gouvernance du diocèse de Schleswig par l'évêque Valdemar. La même année le chapitre de chanoines de la cathédrale de Brême qui attend depuis longtemps la destitution pontificale d'Hartwig, sans l'accord du Saint-Siège, mais encouragé par Henri VI, élit Valdemar comme nouveau Prince-Archevêque. Valdemar accueille favorablement cette élection estimant que sa nouvelle position l'aidera dans son conflit avec le duc Valdemar et son frère aîné le roi Knut VI. Avant d'obtenir la principauté ecclésiastique le Prince-Archevêque avait acquis le soutien du Dithmarse. De plus l'évêque tisse des liens avec Adolphe III de Holstein, peut-être également avec ses beaux-frères Jaromar Ier de Rügen et Casimir II de Poméranie, mais aussi avec Knut Ier de Suède et Sverre de Norvège. Les monnaies émises par la ville de Brême, montrant le portrait de Valdemar.

## Valdemar, archevêque élu de Brême en captivité au Danemark (1193–1206)
Le duc Valdemar réalise alors la menace que représente le Prince-Archevêque Valdemar. En 1192 il l'invite à une rencontre à Åbenrå. L'évêque s'enfuit aux confins de la Norvège et de la Suède pour éviter d'être arrêté. L'année suivante il rassemble, avec le soutien des Hohenstaufen, une flotte de 35 navires armés avec des mercenaires norvégiens et suédois et pille les côtes danoises dans l'espoir de détrôner le roi Knut VI, en réclamant le trône du Danemark pour lui-même, pendant qu'Adolphe III traverse l'Eider et envahit le duché de Schleswig. Le 8 juillet 1192 Knut VI capture l'évêque Valdemar, avant qu'il ne prenne possession de sa principauté archiépiscopale de Brême.
Malgré les interventions de Célestin III l'évêque Valdemar reste en captivité à Nordborg (1193–1198) puis dans la tour de château de Søborg en Seeland jusqu'en 1206. Ainsi il ne peut occuper le siège de Brême. Après la disparition du pape (1198) et celle du roi de Danemark (1202), l'Évêque Valdemar est relâché grâce à l'intervention en 1203 de la nouvelle reine de Danemark Dagmar et du pape Innocent III non sans avoir juré de ne plus jamais interférer dans les affaires du royaume du Danemark,. L'évêque Valdemar quitte Søborg pour Rome. Le duc Valdemar, devenu le roi Valdemar II de Danemark, en contrepartie demande au pape la faveur de confirmer un nouvel évêque de Schleswig en la personne de Nicholas Ier,. Innocent III, cependant refuse, se prévalant des principes du droit canon,. le roi Valdemar II engage alors une série d'actions en justice devant la cour pontificale contre l'évêque Valdemar, accusant ce dernier d'apostasie, aliénation des biens de l'Église, immoralité, parjure et haute trahison contre le Danemark. L'Évêque réussit à présenter lui-même avec succès sa défense.

## Archevêque déposé par le pape mais investi des regalia princières par le roi
Quand Hartwig d'Uthlede meurt le 3 novembre 1207, une majorité des membres du chapitre de Brême - négligeant les voix d'absents constitutionnels - trois représentants du chapitre de Hambourg élit de nouveau Valdemar Une minorité de chanoines, conduits par le prévôt du chapitre de Brême Burchard de Stumpenhusen (de), opposé à cette élection, se réfugie à Hambourg, alors occupé par les Danois,.
Valdemar, en s'autoproclamant Prince-Archevêque, ne peut pas empêcher Iso de Wölpe (de), Prince-Évêque de Verden, de s'emparer du château d'Ottersberg propriété de la principauté de Brême. Hambourg et le comté voisin de Holstein dépendent tous deux de l'archidiocèse mais ne sont pas inclus dans la principauté archiépiscopale car sujets du Danemark depuis leur occupation par Valdemar II, en 1202 à la suite de son accord avec Othon, le rival de Philippe de Souabe au titre de roi de Germanie Philippe reconnaît l'évêque Valdemar comme le légitime prince-archevêque de Brême, et l'investit de la regalia princière faisant ainsi du prince-archevêque son allié contre le roi Valdemar II.
Valdemar II et les membres dissidents du chapitres protestent auprès du pape Innocent III, qui d'abord étudie le cas. Quand l'évêque Valdemar quitte Rome pour Brême sans tenir compte de l'ordre du pape d'attendre sa décision, il lance un anathème contre Valdemar et en 1208 il le démet de son évêché de Schleswig. Les membres du chapitre exilé et le roi Valdemar II de Danemark qui avaient gagné à leur cause le chapitre de Hambourg élisent Burchard comme anti-archevêque au début de 1208. Sans l'accord pontifical ou impérial le roi Valdemar II, usurpant le pouvoir impérial, investit lui-même comme prince-archevêque Burchard Ier en lui accordant la regalia, qui n'est toutefois acceptée que dans le territoire de l'archidiocèse situé au nord de l'Elbe. Le prince-archevêque Valdemar s'allie avec les paysans libres de Stedingen (en), une région dont les habitants avaient refusé d'être assujettis comme serfs à la principauté, en leur accordant le socage.
Antérieurement Burchard, qui était encore seulement le prévôt du chapitre de Brême, n'a pas tenté de soumettre les paysans par la force armée. Cette faiblesse incite le cousin de sa mère Maurice Ier du comté d'Oldenbourg voisin à tenter de les assujettir et d'annexer le Stedingen également en vain. Les paysans libres de Stedingen acceptent de fournir au Prince-Archevêque Valdemar des mercenaires, qui en échange s'engage à ne pas attenter à leurs libertés.
En 1208 Burchard envahit avec des troupes danoises le territoire de la principauté-archiépiscopale au sud de l'Elbe et conquiert Stade. En août le prince-archevêque Valdemar reconquiert la cité pour la perdre peu après contre le roi Valdemar II, qui bâtit alors un pont sur l'Elbe et fortifie un poste avancé à Hambourg-Harbourg.
À Brême le Prince-Archevêque Valdemar est chaleureusement accueilli et personne ne tient compte de l'anathème qui le frappe. Après le meurtre de Philippe de Souabe en juin 1208, le Prince-Archevêque Valdemar comme les bourgeois et la cité de Brême rejoignent le parti de son rival comme roi Othon IV, qu'Innocent III couronne empereur en 1209. Othon IV persuade Valdemar II de se retirer au nord de l'Elbe et impose à l'anti-archevêque Burchard de résigner sa fonction.
Le chapitre de la cathédrale de Brême estime qu'il a échoué en soutenant Valdemar et se réconcilie avec le co-chapitre de la cathédrale de Hambourg pour élire un nouvel archevêque, en recherchant le consentement pontifical. Dans ce contexte Valdemar recherche à se faire reconnaître comme archevêque par le pape, en 1210 il fait un pèlerinage à Rome et obtient le pardon d'Innocent III, qui l'absout et annule les bans émis contre lui. Innocent investit Valdemar comme métropolitain de la province ecclésiastique de Brême et archevêque et pouvant ordonner les prêtres. Ainsi reconnu par le pape et l'empereur Valdemar repart pour Brême.
En novembre 1210 Innocent III rompt avec Othon IV, car l'empereur réclame des domaines pontificaux comme fiefs impériaux et exige du roi de Sicile Frédéric-Roger qu'il rende l'hommage vassalique au nouvel empereur Othon IV pour le duché d'Apulie et la Calabre, deux fiefs impériaux que Frédéric-Roger détient en union personnelle. Le doyen du chapitre de Brême comme ses suffragants Albert de Buxhoeveden, archevêque de Riga, et le Prince-Évêque Dietrich Ier de Lübeck, proposent l'oncle de Burchard, le comte Gérard Ier d'Oldenbourg-Wildeshausen, déjà prince-évêque d'Osnabrück, pour siéger à Brême. Fin 1210 Innocent III approuve leur proposition et remplace Valdemar, devenu un partisan des Guelfes, comme archevêque Gérard Ier, avant que Valdemar n'ait pu retourner à Brême.
Toutefois, en 1211 le duc Bernard III de Saxe escorte son beau-frère Valdemar, l'archevêque récemment reconnu puis déposé par le pape, dans la cité de Brême, qui de facto retrouve ainsi son siège et renouvelle son soutien à Othon IV. Les habitants de Brême rejettent les prétentions de Gérard et sont favorables à Valdemar. Innocent inflige de nouveau plusieurs bans à Valdemar pour sa désobéissance.
Bernard III combat les forces du Prince-Évêque Gérard Ier, incapable d'occuper le siège de Brême, pendant que Valdemar aliène les domaines ecclésiastiques de Brême pour financer les expéditions guerrières de Bernard III. En rection Valdemar II, désormais allié avec Innocent III contre Othon IV, reprend le comté de Stade, pendant qu'en 1213, le frère aîné d'Othon Henri IV du Palatinat, le reconquiert pour le compte du prince-archevêque Valdemar. En 1215 Henri IV repousse une autre attaque danoise sur la comté de Stade.
De 1212 à 1214 les mercenaires de Stedingen détruisent les châteaux de Beverstedt, Stotel, désormais inclus dans Loxstedt, Riensberg et Seehausen, maintenant dans la ville de Brême, tous sont tenus par les partisans du rival de Valdemar l'archevêque Gérard Ier, que les Stedingers ont clairement identifié comme un partisan de leur sujétion au servage. La maison d'Oldenbourg défend avec succès le château de Burghagen Castle à Hagen im Bremischen contre les Stedingers et Gerard Ier mobilise le comte Henri Ier de Hoya pour l'aider à infliger leur première défaite aux Stedingers en 1213.
Peu après la position d'Othon IV est affaiblie, lorsqu'il perd l'appui financier de Jean sans Terre, après leur défaite lors de la bataille de Bouvines en 1214. En 1215 Frédéric II (Roger), le rival d'Othon IV, est désigné comme empereur Néanmoins, dans la même année, Henri IV, le frère aîné d'Othon IV, le margrave Albert II de Brandebourg, et le prince-archevêque Valdemar et leurs troupes, comprenant des mercenaires du Stedingen (en), conquièrent Hambourg. Au cours de l'hiver 1216 Valdemar II et ses troupes danoises incapables de tenir le comté de Stade, le ravagent et reconquièrent Hambourg.
En 1216 les mercenaires de Stedingen abandonnent son parti et rejoignent celui de Gérard Ier, qui promet de respecter leur liberté, et ils attaquent la ville de Brême, restée loyale à Valdemar,. Henri IV vient au secours de la cité avec ses troupes. En 1217 la ville de Brême abandonne à son tour le camp de Valdemar. Maintenant Henri V, Othon IV et leurs armées ravagent la Principauté-archiépiscopale (les bien-nommées Turbulences Valdemariennes, 1217–1218). En 1218 Gérard Ier et Valdemar II alliés expulsent Henri et Othon de la Principauté. Les troupes de Gérard approchent du château de Vörde déguisées en malades, faisant la queue pour un traitement par le guérisseur de la foi et le fermier Otbert ! Une fois entrées elles chassent les soldats d'Henri de la forteresse. Après les morts d'Othon en 1218 et de Gérard Ier en 1219, Henri IV réussit à conclure un arrangement avec le nouveau Prince-Archevêque Gérard II de Lippe, qui maintient le comté de Stade comme vassal de la Principauté-archiépiscopale.

## Valdemar le moine cistercien
En 1217 Valdemar s'enfuit de la principauté archiépiscopale chez son neveu Albert Ier de Saxe. Il se retire ensuite dans l'abbaye cistercienne saxonne de Loccum (de). L'abbé estimant qu'il est à l'article de la mort le dispense des rigueurs de la vie monastique régulière et le reçoit comme moine en 1219. Après que Valdemar se soit rétabli il doit faire pénitence et se rendre à Rome en 1220, où Honorius III l'absout, lève de nouveau l'anathème le ré-accueille au sein de l'Église, mais lui interdit d'officier comme prêtre et l'envoie à l'abbaye de Cîteaux. Le pape laisse le soin aux abbés de Cîteaux et de Morimond de choisir la future résidence de Valdemar. Valdemar est renvoyé à Loccum et prié d'y vivre une vie monastique décente.
Après que dans la nuit du 6 au 7 mai 1223 le comte Henri Ier de Schwerin ait enlevé le roi Valdemar II et son fils le prince héritier Valdemar le Jeune, dans le but de les contraindre à négocier le retrait danois du Holstein, Valdemar Knutsen voit une nouvelle occasion d'obtenir le trône du royaume de Danemark. Il s'enfuit de l'abbaye de Loccum, rassemble un groupe de partisans et envahit en 1224 le Holstein occupé par les Danois, mais il est repoussé par le régent et commandant des forces armées danoises Albert II de Weimar-Orlamünde. Valdemar Knutsen n'obtient rien et il est négligé à l'époque de la bataille de Bornhöved (1227), où les armées unies des princes allemands de la Basse-Saxe arrêtent définitivement l'expansionnisme danois. En 1232 Valdemar revient à l'abbaye de Cîteaux, où il meurt le 18 juillet 1236. Il est inhumé dans l'abbaye.

## Sources
- Lucien Musset  Les Peuples scandinaves au Moyen Âge Presses universitaires de France Paris 1951.
- (de) Wilhelm von Bippen (de), « Waldemar, Bischof von Schleswig », dans Allgemeine Deutsche Biographie (ADB), vol. 40, Leipzig, Duncker & Humblot, 1896, p. 687-688
- (de) Adolf Hofmeister, „Der Kampf um das Erbe der Stader Grafen zwischen den Welfen und der Bremer Kirche (1144–1236)“, in: Geschichte des Landes zwischen Elbe und Weser: 3 vols., Hans-Eckhard Dannenberg and Heinz-Joachim Schulze (eds.) on behalf of the Landschaftsverband der ehemaligen Herzogtümer Bremen und Verden, Stade: Landschaftsverband der ehemaligen Herzogtümer Bremen und Verden, 1995 and 2008, vol. I 'Vor- und Frühgeschichte' (1995;  (ISBN 978-3-9801919-7-5)), vol. II 'Mittelalter (einschl. Kunstgeschichte)' (1995;  (ISBN 978-3-9801919-8-2)), vol. III 'Neuzeit' (2008;  (ISBN 978-3-9801919-9-9)), (=Schriftenreihe des Landschaftsverbandes der ehemaligen Herzogtümer Bremen und Verden; vols. 7–9), vol. II: p. 105–157.
- (da) Hans Olrik, "Valdemar (Knudsen), 1158-1236, Biskop af Slesvig", in: Dansk biografisk leksikon: 19 vols., Copenhagen: Gyldendal, 1887–1905, vol. XVIII: Ubbe - Wimpffen (1904), p. 193–197.

## Source de la traduction
- (en) Cet article est partiellement ou en totalité issu de l’article de Wikipédia en anglais intitulé « Valdemar of Denmark (bishop) » (voir la liste des auteurs).